# Романо-германська правова сім'я

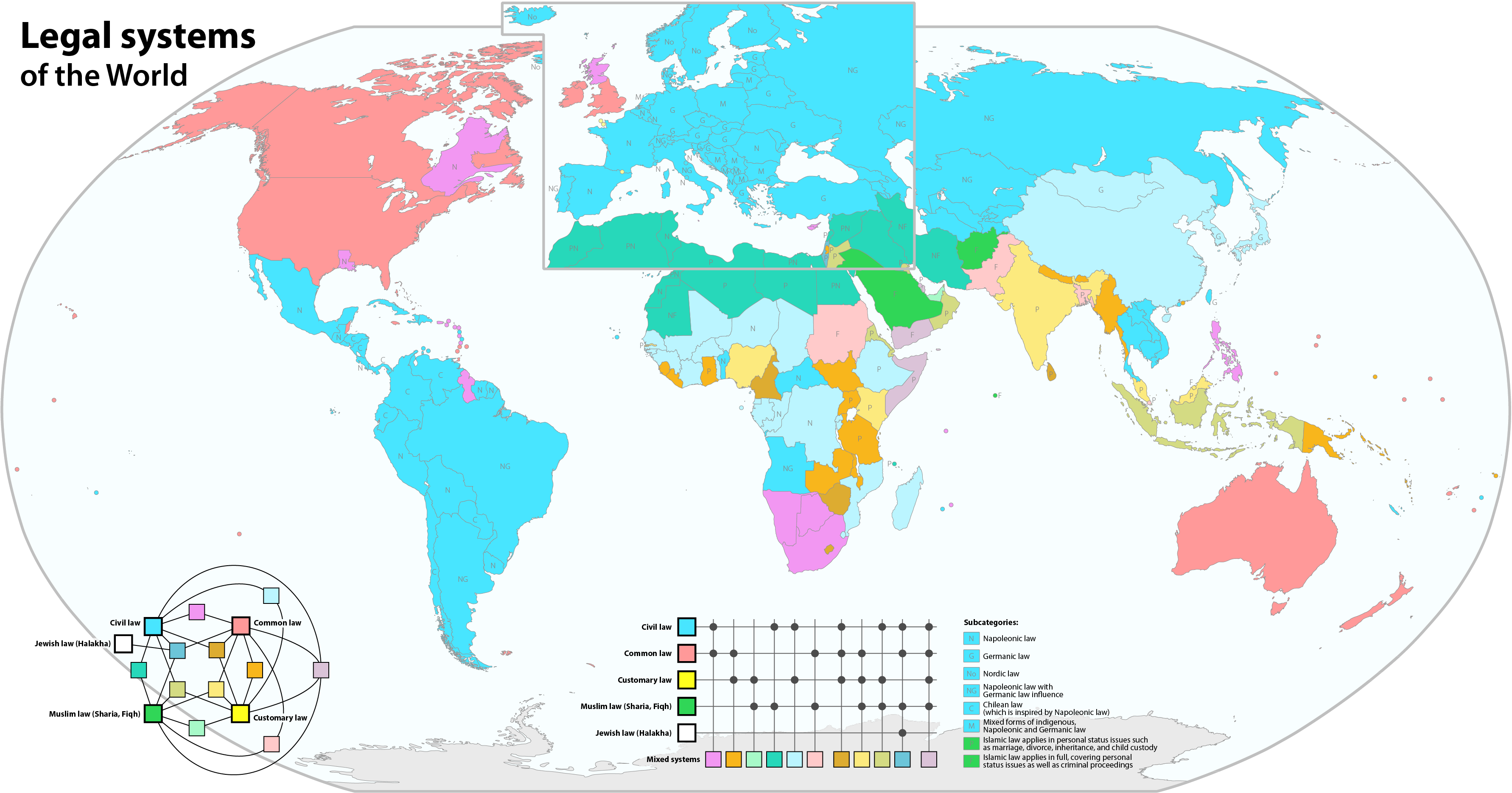
Правові системи світу. Країни романо-германського права представлені в кількох відтінках блакитного, що відповідають різним системам цивільного права. Зазначена система права в походить від спадщини римського права, коли суддя виносить рішення, пріоритетним є чітке дотримання положень закону і не використовуватиме прецеденти та власне бачення для внесення змін до положень закону. Система цивільного права сьогодні є найпоширенішою системою у світі
----
Романо-германська правова сім'я (континентальна або нормативно-правового акта)
Англосаксонська правова сім'я (система загального права або судово-прецедентна)
Традиційна правова сім'я (звичаєве право)
Релігійна правова сім'я:
Ісламське (мусульманське) право (шаріат, фікг)
Юдейське (єврейське) право (галаха)
Змішані (гібридні) типи правових систем
----
Підкатегорії:
Наполеонівська правова система
Німецька правова система
Наполеонівське право з впливом німецького права
(в дусі наполеонівського права)
Змішані форми місцевого права з наполеонівським та німецьким
Ісламське право, яке застосовується до питань особистого статусу, зокрема, шлюб, розлучення, успадкування та опіки над дітьми
Ісламське право застосовується повністю, охоплюючи питання особистого статусу, а також кримінальне провадження

Романо-германська правова сім'я або континентальне право — сукупність національних правових систем, які мають загальні закономірності розвитку і подібні ознаки, що склалися на основі римського цивільного права і його пристосування (у поєднанні з канонічним правом, доктринальним правом університетів і місцевих норм-звичаїв) до нових національних умов при домінуванні закону серед інших джерел права. До зони континентального права входять правові системи держав Європейського континенту, в тому числі Франція, Німеччина, Італія, Бельгія, Іспанія, Швейцарія, Португалія, Австрія, Угорщина, тяжіють до нього також латиноамериканське, скандинавське право та право Японії. Належать до цієї сім'ї за більшістю ознак, насамперед за техніко-конструктивним особливостями, і правові системи України, Росії, Болгарії та деякі інші. Проте російські науковці мають тенденцію наголошувати на певній окремішності Росії.

## Історія розвитку романо-германської правової сім'ї
Романо-германська правова сім'я зазнала кілька періодів у своєму розвитку. Хронологічно вирізняють такі:
1. Перший етап — період звичаєвого права і писаного римського права (до XIII століття);
2. Другий етап — відродження вивчення римського права в університетах (XIII—XVIII ст.);
3. Третій етап — період кодифікації, завершення формування романо-германської правової сім'ї як цілісного явища (XVIII — і до нашого часу)[3].

### Перший етап
Перший етап — це період звичаєвого права (V—ХІ). На ньому створюються передумови для формування єдиної системи континентального права. Після падіння Римської імперії германські народи принесли в галузь права свої національні звичаї, своє національне германське право. Воно складалося переважно з неписаних звичаїв, що існували в народній пам'яті і часто були позбавлені належної ясності й визначеності. Германське право було досить примітивним, оскільки було пристосоване лише до вкрай нескладних умов натурального господарства, наповнене принципами спрощеного колективізму — родинного, родового, громадського. У V—VIII століттях закони германських племен, що переважно складалися з їх звичаїв, уперше були записані латиною. Йдеться про так звані варварські правди(leges barbarorum), або закони варварів. Найдавніша з тих, що дійшли до нас, — Салічна правда (496). З VI століття більшість германських племен уже мала свої варварські закони.

### Другий етап
Другий етап — етап формування романо-германської правової сім'ї (XII—XVIII). На думку багатьох компаративістів, саме його слід вважати часом, коли з наукової точки зору з'являється система романо-германського права. Рене Давид характеризував цей період як такий, коли нове суспільство знову почало розуміти необхідність звернення до права, оскільки тільки право може забезпечити порядок і безпеку. Передові верстви суспільства вимагали від панівних класів того, щоб всі суспільні відносини базувалися тільки на праві, щоб був усунений режим анархії і сваволі. У цей час зароджується ідея рецепції римського права. Можна умовно виокремити п'ять обставин, що суттєво вплинули на формування романо-германського права в даний період:
1. Рецепція римського права.
2. Діяльність європейських університетів.
3. Вплив канонічного права.
4. Створення міського права.
5. Створення торговельного права.

Із подальшим розвитком європейського суспільства змінюється не тільки ставлення до права, а й уявлення про нього. В університетських програмах та курсах пріоритетне ставлення до римського права поступово трансформується у намір формулювати такі принципи права, які були виразом не тільки академічних, а й раціональних начал. Ця нова течія, напрям, школа (теорія, доктрина) природного права остаточно затверджується в університетах Європи в XVII—XVIII ст. Тут розроблялись і реалізовувались нові ідеї, постулати, теоретичні положення, що формували «краще право» «нове право», «справедливе право», виявлялися зв'язки права з філософією, релігією, мораллю.

### Третій етап
Третій період асоціюється з посиленням розвитку законодавства в європейських країнах і кодифікацією. Соціальні революції змінили докорінно або скасували феодальні правові інститути як такі. Закон стає основним джерелом романо-германського права. У ХІХ столітті в більшості країн Європейського континенту приймаються численні кодекси.
У наш час кодекси (поряд з іншими правовими актами і насамперед із звичайними чинними законами) регулюють практично всі важливі сфери суспільного життя. Вони в романо-германській правовій сім'ї є основними джерелами права. На вершині піраміди нормативно-правових актів у системі романо-германського права знаходяться конституції та конституційні закони, вища юридична сила яких та вплив на зміст і процес розвитку системи романо-германського права є беззаперечні. Великі революційні зміни торкнулися також правових інститутів і галузей публічного права. Вони викликані насамперед зміною стосунків між громадянином і державою, визнанням і подальшим розширенням прав і свобод людини і громадянина, реформуванням системи державної влади, що відбулося після прийняття конституцій (визнання принципу поділу влади, поява конституційних судів). У ХХ столітті відбувається зближення національних правових систем з міжнародним правом.

### Підсім'ї в романо-германській правовій сім'ї
Так як правові системи окремих країн романо-германської сім'ї інколи дуже сильно відрізняються одна від одної, пропонується об'єднувати правові системи держав романо-германської правової сім'ї у підсім'ї. Виділяють підсім'ї: романську та германську; північно-західну, південно-західну та східноєвропейську.